# Piotr Matyja
Piotr Matyja (ur. 24 września 1992) – polski lekkoatleta, sprinter.
Brązowy medalista mistrzostw Polski w sztafecie 4 × 100 metrów (2014). Trzykrotny medalista młodzieżowych mistrzostw kraju w tej konkurencji. Brązowy medalista halowych mistrzostw Polski w sztafecie 4 × 400 metrów (2016).